# 地金

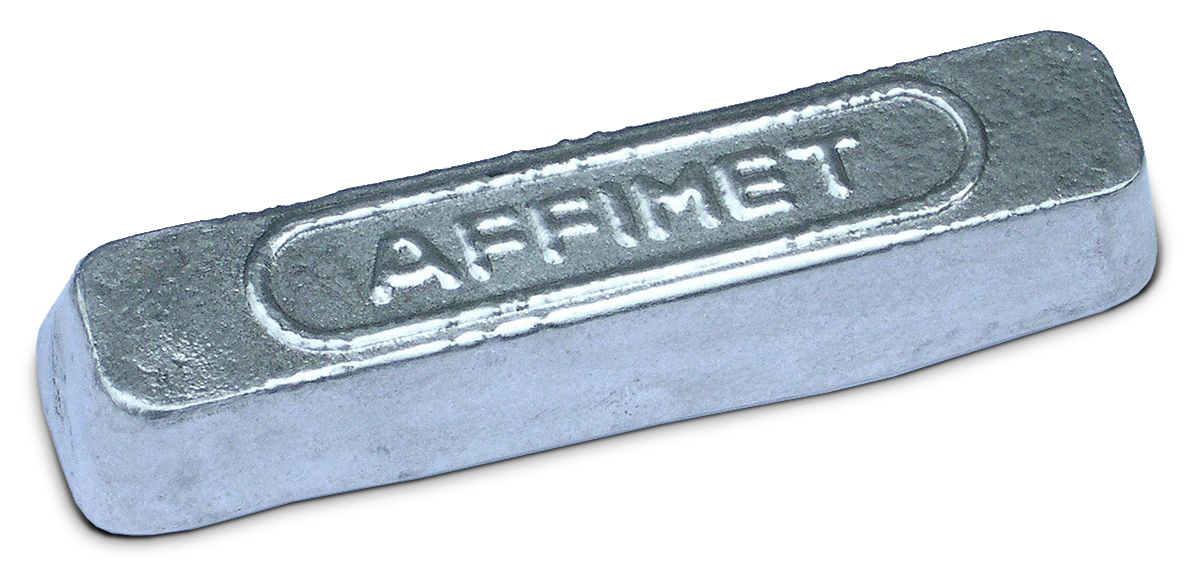
アルミニウム地金

モールドキャスト法で作られたインゴットの結晶構造

地金（じがね、じきん）とは、金属を貯蔵しやすいような形で固めたもの。金属塊。インゴット、鋳塊（ちゅうかい）、バーともいう。特に、金、銀では、延べ棒 (英：Bullion) ともいう。
例外として、水銀は液状であることから、アマルガム(合金)を生じない鉄製フラスコやボンベ、または樹脂製ボトルやガラス瓶に注入されて取引される。また、半金属であるアンチモンやビスマスも地金として流通させることが多い。

## 貴金属の地金

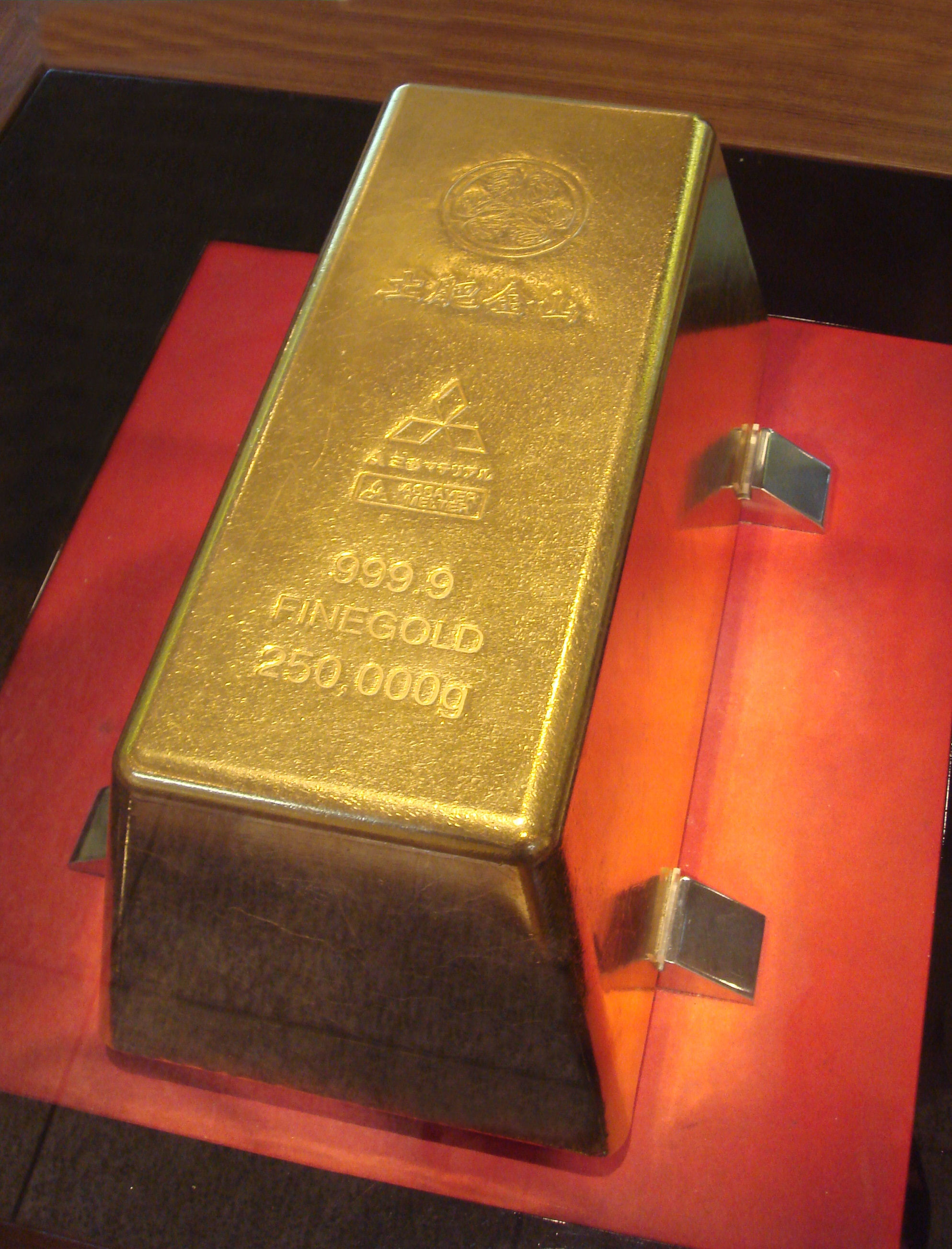
金地金

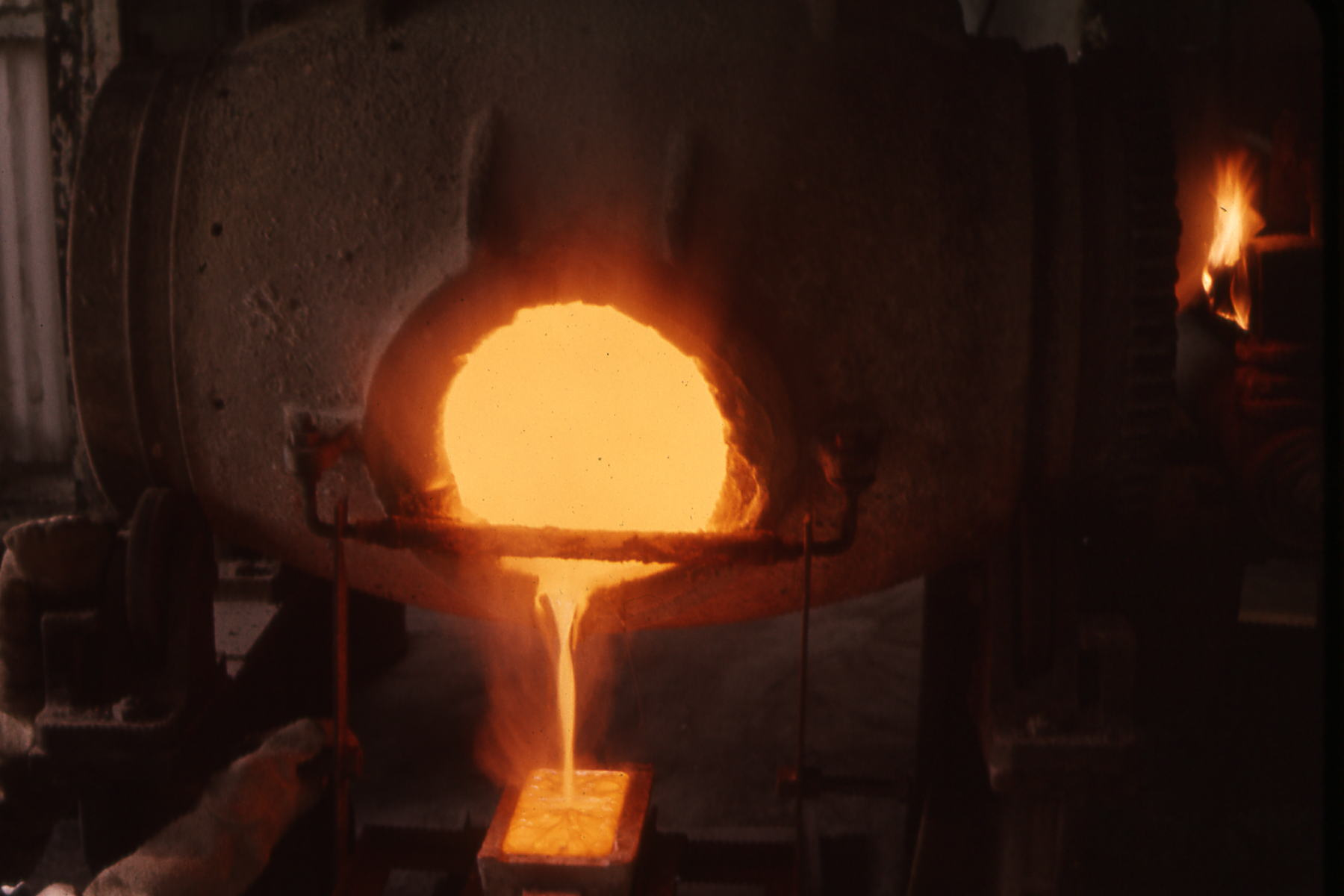
溶けた金とインゴット。ニカラグア（1959年）

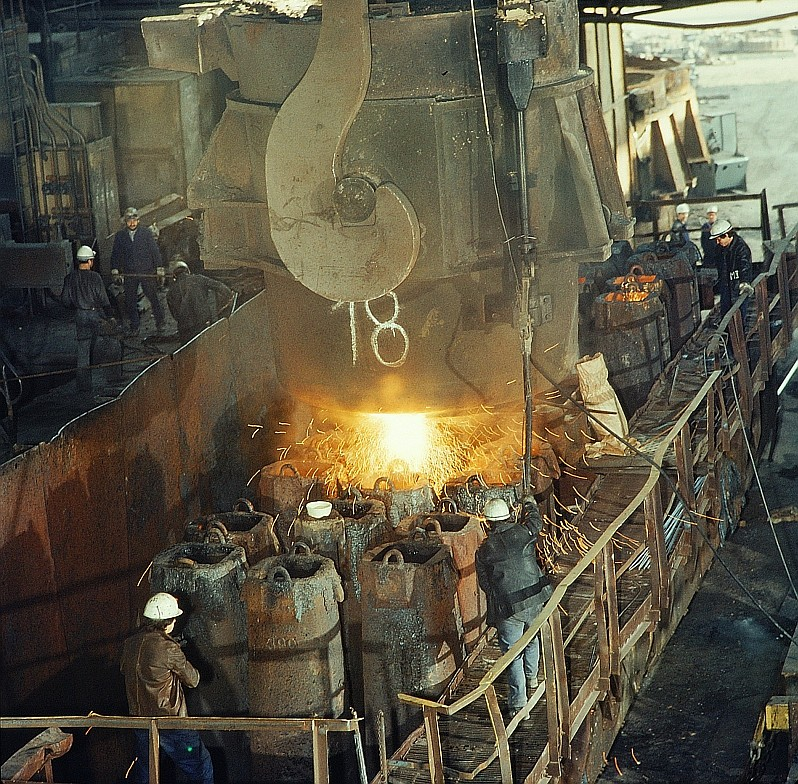
インゴットと製鋼所

日本で一般に投資対象として流通しているのは、金、白金、銀の地金である。パラジウムや銅、鉛、アルミニウム、ピューター、ホワイトゴールド、亜鉛の地金も存在するが、あまり売買されない。また銀地金は、単価の安さから取引重量が大きくなっているため、投機目的の個人の取引は少ない。
近年、株式市場の冷え込みや、預貯金の保全性に対する不安や、アメリカ同時多発テロ事件の影響などで、金地金をはじめとする貴金属の地金の人気が高まっている。地金の購入時には身分証明書は不要な場合が一般的だが、売却時には必要な場合が多い。
地金の販売価格は販売店によって異なる。百貨店・貴金属店（宝石店）・商品取引員のどれを利用するかによって購入価格に差が出る。商品取引員経由の場合が最安であることが多いが、流通地金のために傷がついている場合もある。金属会社等の小売店取引において、当該会社の株主は株主優待によって安く購入・高く売却できることがある。
地金が500グラム未満の場合、販売店で手数料（バーチャージ）が徴収される。バーチャージは、購入時・売却時とも必要である。

## 売却益と税金
地金を売った場合は、譲渡所得として課税される。
特に給与所得者は給料など他の所得と合わせて総合課税の対象になる。所有期間が5年を超えるか超えないかで、控除する際の計算方法も異なる。
なお、地金を売り払った際は、その売却記録と金額の資料が、居住地の税務署へと報告される。その年の確定申告で税務署に申告しなければ、税務調査の対象となる場合がある。

## 市場
17世紀、ポルトガル帝国のゴールドラッシュでロンドンに地金が流入し、イングランド銀行は地金保管施設（Bullion vault）を設立した。1750年には誠実な取引を保証するため「グッド・デリバリー」の業者リストを作成・公表し、時代が過ぎるとロスチャイルドなど大企業5社がロンドン地金市場の価格を形成するようになり、1919年にはロスチャイルド社において金協議価格制度が発足した。
世界の地金関連会社は1987年に共同して、代表会社としてロンドン貴金属市場協会を設立し、全世界的権限機関として精錬方法を規定したり、グッド・デリバリー・リストを管理しており、2017年には「貴金属コード」を定義して、会員企業約150社が使用するようになった。
不正
金協議価格制度（Gold fix）では2012年、バークレイズ職員による不正な金価格操作が発覚し、イギリスの金融活動監視機構はバークレイズに2600万ポンドの罰金を科した。
ロンドン貴金属市場協会は、2022年ロシアのウクライナ侵攻では、3月にはロシアの金銀地金の製造業者をグッドデリバリー・リストから外した一方、ロシア産の地金を再精錬して販売することは構わない旨を会員会社に連絡していた。